# Sala Comacina
Sala Comacina település Olaszországban, Lombardia régióban, Como megyében. Lakosainak száma 482 fő (2023. január 1.). Sala Comacina Colonno, Lezzeno, Ponna és Tremezzina községekkel határos.

## Népessége
A település lakossága az elmúlt években az alábbi módon változott:
| Lakosok száma | 527  | 538  | 482  |
|               | 2017 | 2018 | 2023 |

## Híres comacinaiak
- Itt született Giovanni Pietro Palliardi Csehországba kivándorolt stukkómíves mester.[2]